# K-Maro
K-Maro, właśc. Cyril Kamar (ar. سيريل قمر) (ur. 31 stycznia 1980 w Bejrucie) – kanadyjski raper, wykonawca R&B, producent muzyczny i przedsiębiorca libańskiego pochodzenia.

## Życiorys
Gdy miał siedem lat, wraz z rodzicami przeprowadził się do Paryża, a w 1995 zamieszkał w Quebecu.
W wieku 13 lat utworzył pierwszy hip-hopowy zespół Les Messagers du Son, z którym w 2000 był nominowany do nagrody I’ADISQ za najlepszy album hip-hopowy.
W 2002 rozpoczął karierę solową i wydał debiutancki album pt. I am a l’ancienne. W 2004 wydał płytę zatytułowaną La Good Life, która promowana była przez przebój „Femme Like U”. W 2005 wydał solowy album pt. Million Dollar Boy. 
Oprócz kariery muzycznej, rozwija się również jako przedsiębiorca – jest właścicielem firmy K. Pone Inc.

## Dyskografia

### Albumy
- 2002: I am a l’acienne
- 2004: La Good Life
- 2005: Million Dollar Boy
- 2008: Perfect Stranger
- 2010: 01.10

### Single
- 2002: „Symphonie Pour Un Dingue”
- 2004: „Femme Like U”
- 2005: „Sous l’oeil de l'ange” / „Qu’est-ce que ça te fout...”
- 2004: „Crazy”
- 2005: „Histoires de Luv”
- 2006: „Les frères existent encore”
- 2006: „Gangsta party”
- 2008: „Out In The Streets”
- 2008: „Take You Away”
- 2010: „Music”
- 2010: „Elektric”